# Talps daurats
Els talps daurats (Chrysochloridae) són petits mamífers excavadors insectívors que habiten al sud d'Àfrica. Taxonòmicament, són diferents dels talps autèntics. Els talps daurats presenten una notable semblança amb els talps marsupials d'Austràlia, tan important que, malgrat la separació metateri-euteri, antigament es creia que estaven relacionats.